# 多田羅駅
多田羅駅（たたらえき）は、栃木県芳賀郡市貝町多田羅にある真岡鐵道真岡線の駅である。

## 歴史
- 1955年（昭和30年）4月1日：日本国有鉄道の駅として開業[1][2]。気動車の旅客のみを取り扱う駅員無配置駅[3]。
- 1987年（昭和62年）4月1日：国鉄分割民営化により、東日本旅客鉄道（JR東日本）の駅となる[2]。
- 1988年（昭和63年）4月11日：真岡鐵道に転換[1][2]。

## 駅構造

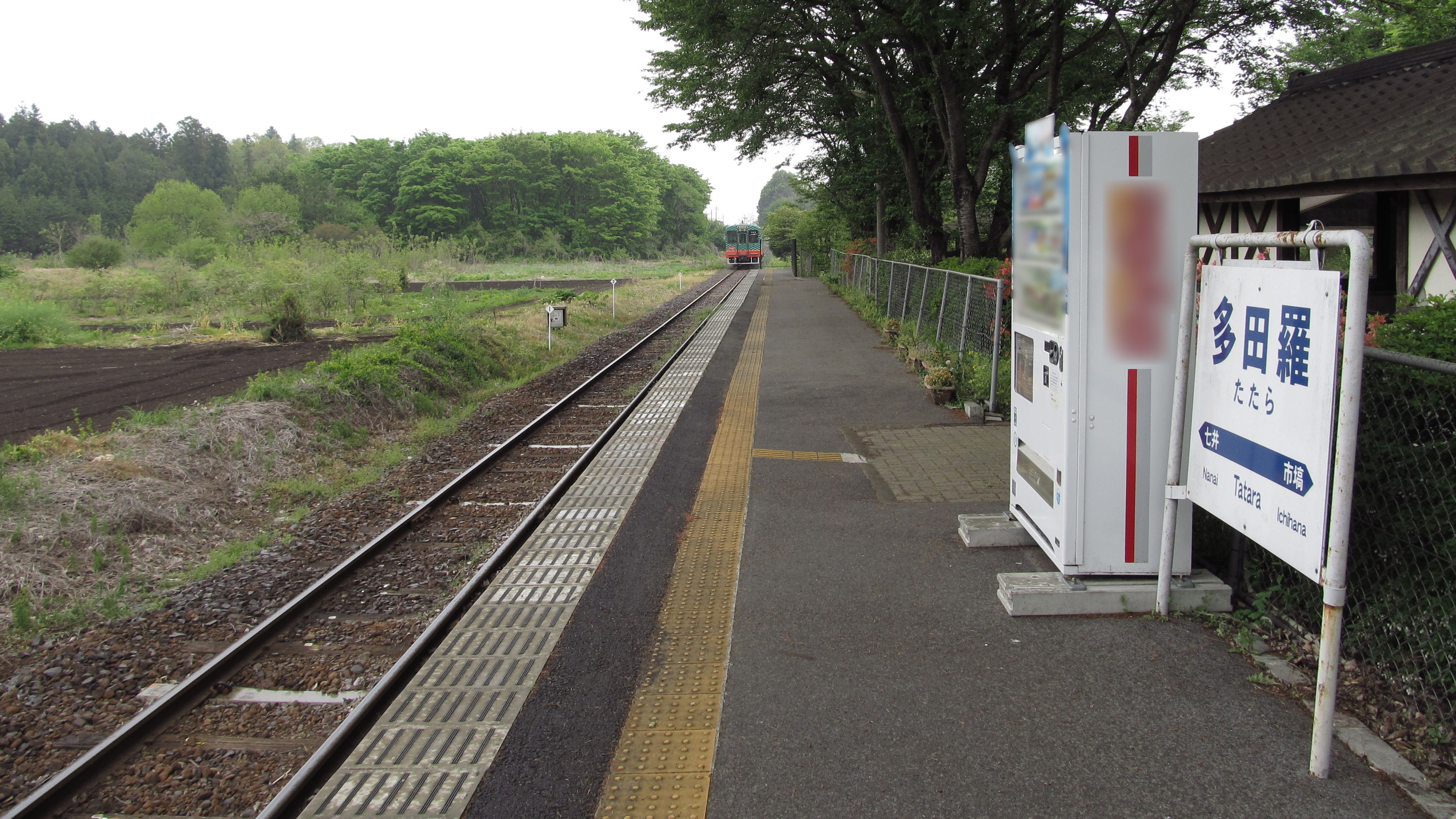
ホーム（2014年5月）

単式ホーム1面1線を有する地上駅で無人駅である。

## 利用状況
近年の一日平均乗車人員の推移は下記のとおり。
| 乗車人員推移 | 乗車人員推移    |
| 年度         | 1日平均乗車人員 |
| ------------ | --------------- |
| 2007         | 77              |
| 2008         | 93              |
| 2009         | 92              |
| 2010         | 84              |
| 2011         | 80              |
| 2012         | 82              |
| 2013         | 67              |
| 2014         | 80              |
| 2015         | 82              |
| 2016         | 77              |
| 2017         | 69              |
| 2018         | 75              |
| 2019         | 51              |

## 駅周辺
駅前に商店は1軒のみ。住宅も少ない。駅前広場がある。
- 太平洋クラブ＆アソシエイツ益子コース
- 入野家住宅 - 国指定文化財。
- 多田羅沼
- 伊許山 - キャンプ場、伊許山園地がある。

## 隣の駅
真岡鐵道
■真岡線
「SLもおか」停車駅
七井駅 - 多田羅駅 - 市塙駅